# Slag bij Covadonga
De Slag bij Covadonga was een veldslag tussen de Visigoten en de Moren die plaatsvond in 722 in de omgeving van Covadonga. In die slag behaalde een christelijk leger een eerste overwinning op de Moren, nadat deze in 711 het Iberisch Schiereiland op de Visigoten hadden veroverd (Slag bij Guadalete). Deze veldslag was belangrijk voor het voortbestaan van een onafhankelijke christelijke gemeenschap in Asturië en voor de latere geschiedenis van Spanje. Van hieruit werd immers de reconquista gelanceerd.
Nadat hij in 717 Munuza, de Moorse gouverneur van het noordelijke deel van het Moors gebied, had verslagen en tegengehouden aan de Picos de Europa stichtte Don Pelayo, een Visigotisch edelman, het koninkrijk Asturië. Zijn koninkrijk kreeg vaste grond na de Slag bij Covadonga waar hij erin slaagde de moslimovermacht tegen te houden. Een bondgenootschap met Peter van Cantabrië leidde later tot een samensmelten van Asturië met het hertogdom Cantabrië. 

## Verder verloop van de geschiedenis
Na hun nederlaag in de Slag bij Toulouse in 721 besloten de Moren hun eigen grenzen te beveiligen en het koninkrijk Asturië te vernietigen. De Moorse generaal Al Qama gelukte het grote delen van Asturië te veroveren. Pelayo moest zich terugtrekken in de bergen en hield zich, met zijn kleine leger van 300 man, schuil in een smalle vallei. Van hieruit was het onmogelijk in een breed front aan te vallen. Alqama eiste de onmiddellijke overgave. Pelayo weigerde. Daarop zond Alqama zijn soldaten de vallei in. De Asturiërs vielen aan. Christelijke ooggetuigen beweerden dat het aantal slachtoffers bij de Moren zeer hoog was. Alqama werd gedood en de Moorse soldaten sloegen op de vlucht. In de naburige christelijke dorpjes werden honderden vluchtende Moren gedood. Munuza bracht een nieuw leger op de been. Bij Proaza werd het leger van Pelayo aangevallen. Zijn strijdmacht was nu echter veel groter geworden. De Asturiërs kwamen opnieuw als winnaar uit de strijd. Munuza werd gedood in het gevecht. De Moren noemden Pelayo en zijn mannen "30 wilde ezels". Toch hebben ze de onafhankelijkheid van Asturië niet verder bedreigd.

## Overige
Asturië is het enige deel van Spanje dat niet onder Moors bestuur heeft gestaan. Het feit dat de Spaanse kroonprins de titel 'Prins van Asturië' draagt, is hieraan gerelateerd.